# Zračna luka Dušanbe
Zračna luka Dušanbe je međunarodna i glavna zračna luka koja se nalazi u Dušanbeu, glavnom gradu Tadžikistana. Zračna luka ima civilnu i vojnu svrhu.
Na zračnoj luci su započeli radovi nadogradnje terminala (izgrađenih 1964.) kako bi mogli primati moderne zapadne zrakoplove te prometnice u blizini zračne luke.
Planovima je predviđena i izgradnja nove zračne luke na zapadu Dušanbea a posao će biti dodijeljen indijskim graditeljima. Time bi civilni transport bio usmjeren u novu zračnu luku dok bi zračna luka Dušanbe u budućnosti bila kovertirana za VIP transport.

## Avio kompanije i destinacije
Zračnu luku Dušanbe koriste sljedeće avio kompanije za civilni transport:
| Tadžikistan Transport putnika | Tadžikistan Transport putnika |
| Avio kompanija                | Destinacija |
| ----------------------------- | --- |
| Aeroflot                      | Soči, Sankt-Peterburg (preko Rossiyje) |
| Air Astana                    | Almaty |
| Asia Airways                  | Sharjah |
| Avia Traffic Company          | Biškek |
| China Southern Airlines       | Ürümqi |
| East Air                      | New Delhi |
| Iran Aseman Airlines          | Mašhad, Teheran |
| Kam Air                       | Kabul, Mazar-e Šarif |
| Kyrgyzstan Air Company        | Biškek |
| NordStar                      | Krasnojarsk |
| S7 Airlines                   | Čeljabinsk, Novosibirsk |
| Somon Air                     | Almaty, Biškek, Dubai, Frankfurt na Majni, Istanbul, Jedda, Kazan, Kijev, Krasnodar, Krasnojarsk, Moskva, Orenburg, Simferopol, Sankt Peterburg, Ürümqi     |
| Tajik Air                     | Almaty, Biškek, Dubai, Ekaterinburg, Irkutsk, Istanbul, Khorog, Kazan, Khujand, Moskva, Novosibirsk, Sankt Peterburg, Samara, Sharjah, Soči, Surgut, Ürümqi |
| Turkish Airlines              | Istanbul |
| Ural Airlines                 | Čeljabinsk, Ekaterinburg, Kazan, Krasnodar, Krasnojarsk, Perm, Samara, Ufa                                                                                  |
| UTair Aviation                | Moskva |
| Yakutia Airlines              | Irkutsk, Krasnodar |